# Val de Moder
Val de Moder és un municipi nou francès, situat al departament del Baix Rin i a la regió del Gran Est.
Forma part del cantó de Reichshoffen, del districte de Haguenau-Wissembourg i de la Comunitat d'aglomeració de Haguenau.
Creat a l'1 de gener de 2016 amb la fusió del municipis de La Walck, Pfaffenhoffen i Uberach.